# Fluminimaggiore
Fluminimaggiore (sardinsky: Frùmini Majòri) je italská obec (comune) v provincii Sud Sardegna v regionu Sardinie. Nachází se ve výšce 63 metrů nad mořem a má přibližně 2 600 obyvatel. Rozloha obce je 108,18 km².